# Erin Murphy
Erin Margaret Murphy (Encino, 17 de junho de 1964) é uma atriz estadunidense, mais conhecida por seu papel como a criança Tabitha Stephens do seriado A Feiticeira, que decorreu de 1964 a 1972. Para a primeira temporada ela partilhou essa função com a irmã, Diane, por serem bastante parecidas. À medida que ficava mais velha e parecia menos com sua irmã, Erin desempenhou o papel sozinha.
Após a série A Feiticeira, atuou também em Lassie e em cerca de uma centena de comerciais.
Casou-se por três vezes: primeiro com Terry Rogers (1984 a 1989), com quem teve dois filhos. Depois casou-se com Eric Eden (1993 a 1998), tendo um filho; e, finalmente, o atual marido, Darren Dunckel (1998-presente), com quem teve três filhos e mora em Bell Canyon, na Califórnia.